# Иванов, Александр Сергеевич (советский хоккеист)
Александр Сергеевич Иванов (20 марта 1942 — 16 ноября 1976) — советский хоккеист, защитник. Мастер спорта СССР (1963).

## Биография
Воспитанник воскресенского «Химика». С конца сезона 1961/62 и по начало сезона 1965/66 выступал за команду в чемпионате СССР. Бронзовый призёр сезона 1964/65.
Играл в командах «Металлург» Череповец (1965/66 — 1969/70), «Сатурн» Раменское (1971/72 — 1972/73).
Скончался 16 ноября 1976 года в возрасте 34 лет.